# Tupirinna albofasciata
Tupirinna albofasciata is een spinnensoort uit de familie van de loopspinnen (Corinnidae).
De wetenschappelijke naam van de soort werd in 1943 als Tasata albofasciata gepubliceerd door Cândido Firmino de Mello-Leitão.